# BC Gay and Lesbian Archives
A BC Gay and Lesbian Archives, fundada em 1976, é um recurso para a comunidade queer da Colúmbia Britânica (BC) e seus aliados. Os arquivos estão localizados no West End de Vancouver, tradicionalmente o epicentro da comunidade gay e lésbica da cidade. Os acervos são mantidos pelo fundador e arquivista Ron Dutton, que administra os arquivos em sua casa.
A coleção foi doada aos Arquivos da Cidade de Vancouver em 2018. Consulte o site dos Arquivos da Cidade de Vancouver para obter detalhes adicionais sobre os fundos dos Arquivos de Gays e Lésbicas de BC. Incluídos na doação da coleção estão vários periódicos, incluindo tiragens da publicação de longa data (1980–1998) de Vancouver, Angles, e seu antecessor, VGCC News.
O acervo do arquivo inclui 750.000 itens que abrangem 1.700 até o presente, e incluem mídia, documentos pessoais, como diários, fotografias e filmes, e relatórios do governo e de pesquisadores acadêmicos. Dutton se esforça para manter uma coleção diversificada, com foco especial em mulheres, pessoas de cor, pessoas de dois espíritos e pessoas com deficiência, cujas histórias são frequentemente sub-representadas pela mídia dominada por homens e brancos de Vancouver. Os utilizadores do arquivo são, em grande parte, investigadores académicos e meios de comunicação social, bem como estudantes universitários, autores, cineastas e representantes de organizações comunitárias de gays e lésbicas. Por exemplo, tem sido um recurso importante para a AIDS Vancouver, pois eles procuraram documentar trinta anos de história do HIV/AIDS na área de Vancouver.